# Parti socialiste islandais
Le Parti socialiste islandais (Sósíalistaflokkur Íslands, SFÍ ou J), est un parti politique islandais fondé en 2017 le jour de la Journée internationale des travailleurs par Gunnar Smári.

## Résultats électoraux
| Année | Voix             | %                | Rang             | Élus             |
| ----- | ---------------- | ---------------- | ---------------- | ---------------- |
| 2017  | Ne participe pas | Ne participe pas | Ne participe pas | Ne participe pas |
| 2021  | 8 181            | 4,09             | 9e               | 0 / 63           |
| 2024  | 8 422            | 3,96             | 7e               | 0 / 63           |